# 1043 (numero)
Millequarantatré (1043) è il numero naturale dopo il 1042 e prima del 1044.

## Proprietà matematiche
- È un numero dispari.
- È un numero composto da 4 divisori: 1, 7, 149, 1043. Poiché la somma dei suoi divisori (escluso il numero stesso) è 157 < 1043, è un numero difettivo.
- È un numero semiprimo.
- È un numero omirpimes.
- È un numero nontotiente in quanto dispari e diverso da 1.
- È un numero intero privo di quadrati.
- È un numero malvagio.
- È parte della terna pitagorica  (357, 980, 1043), (1043, 3576, 3725), (1043, 11076, 11125), (1043, 77700, 77707), (1043, 543924, 543925).

## Astronomia
- 1043 Beate è un asteroide della fascia principale del sistema solare.
- NGC 1043 è una galassia nella costellazione della Balena.

## Astronautica
- Cosmos 1043 è un satellite artificiale russo.